# Белореченск
Белореченск (рус. Белореченск) званични је град на југу европског дела Руске Федерације. Налази се на југу Краснодарске покрајине и административно припада њеном Белоречењском рејону чији је уједно и административни центар. Званичан статус града има од 1958. године.
Према статистичким подацима Националне статистичке службе Русије за 2018. у граду је живело 52.082 становника и четрнаести је по величини град у Покрајини.

## Географија
Град Белоречењск се налази у јужном делу Краснодарског краја, на месту где се северна подгорина Великог Кавказа постепено спушта ка алувијалној Закубањској равници. Град се налази на обалама реке Белаје, на месту где она прима своју најважнију притоку Пшеху, на око 80 километара југоисточно од покрајинске престонице Краснодара, односно на око 27 километара северозападно од града Мајкопа, престонице Адигеје.

## Историја
Све до друге половине XIX века на месту савременог града налазило се черкеско насеље Шитхала (адиг. Шытхьалэ). По окончању Кавкаских ратова и успостављањем коначне руске власти на том подручју највећи део локалног становништва је депортован, а уместо њих насељене су козачке породице. Припадници 42. козачког пешадијског пука су почетком 1862. на том месту основали мање војничко утврђење, које је у наредних неколико месеци претворено у станицу Белоречењску. У почетку је станица административно припадала Мајкопском оделу Кубањске области .
Две године по оснивању, 1864, у станици је живело 1.415 становника, а у наредних двадесетак година тај број се утростручио. Године 1910. кроз станицу је прошла железничка пруга на линији Армавир-Туапсе, а њена градња довела је до интензивнијег развоја индустрије и трговине у насељу и његовој околини. Привредни узлет пратио је и убрзан пораст броја становника, па је тако 1913. у станици живело нешто преко 21.000 житеља.
Почетком јуна 1924. станица Белоречењска постаје административни центар новоуспостављеног Белоречењског рејона. Званичан статус града добија 28. маја 1958. године, а током новембра 1979. постаје градом покрајинске субординације.
Одлуком локалних власти од 29. маја 2007. званично су усвојени градски симболи − грб и застава.

## Демографија
Према статистичким подацима са пописа становништва из 2010. у граду је живело 53.892 становника, што је за око петстотињак житеља мање у односу на попис из 2002. године. Тренд благог пада броја становника настављен је и у наредном периоду, па је тако према проценама из 2018. у граду живело 52.082 становника. Етничку основу у граду чине Руси са уделом у укупној популацији од око 84%, док су највеће мањинске заједнице Јермени са око 10% и Украјинци са 1,4%.
| 1926.  | 1939.  | 1959.  | 1970.  | 1979.  | 1989.  | 2002.  | 2010.  | 2018.  |
| ------ | ------ | ------ | ------ | ------ | ------ | ------ | ------ | ------ |
| 14.947 | 19.826 | 35.864 | 35.970 | 42.960 | 51.177 | 54.028 | 53.892 | 52.082 |

По броју становника град Белоречењск се 2017. налазио на 315. месту међу 1.112 званичних градова Руске Федерације.

## Међународна сарадња
- Смаљавичи, Белорусија

## Галерија
- Зграда главне железничке станице
- Фонтана у градском парку
- Црква Цветог Покрова
- Детаљ из градског парка
- Централни градски трг